# Vijaynagar (stato)
Lo Stato di Vijaynagar (detto anticamente anche stato di Pol, oppure Ghodadar) fu uno stato principesco del subcontinente indiano, avente per capitale la città di Vijaynagar.

## Storia
Anticamente noto col nome di stato di Pol, il principato venne fondato nel 1577. Tra il 1864 ed il 1877, sotto protettorato britannico, venne rinominato Vijayanagar dal nome della sua nuova capitale.
Lo stato entrò a far parte dell'Unione Indiana il 10 giugno 1948.

## Governanti
I governanti dello stato di portavano il titolo di rao.

### Rao
- .... – 1720                Chandrasinhji                      (m. 1720)
- 1720 – 1728                Kesarisinhji
- 1728 – ....                Kasansinhji
- .... – ....                Makansinhji
- .... – ....                Hathisinhji
- .... – ....                Madhavsinhji
- .... – ....                Ajabsinhji
- .... – ....                Bhupatsinhji I
- .... – ....                Bhavansinhji
- .... – ....                Surajsinhji
- .... – ....                Vajesinhji
- .... – ....                Ratansinhji
- .... – ....                Abheysinhji
- .... – ....                Kiratsinhji
- .... – ....                Laxmansinhji
- .... – ....                Bharatsinhji
- .... – ....                Amarsinhji
- .... – 1852                Anandsinhji
- 1852 – 1859                Pahadsinhji Gulabsinhji            (n. 1839 – m. 1859)
- 1859 – 1864                Navalsinhji                        (m. 1864)
- 23 novembre 1864 – 24 ottobre 1889  Hamirsinhji I Gulabsinhji          (n. 1840 – m. 1889)
- 24 ottobre 1889 – 1905         Prithisinhji Hamirsinhji           (n. 1872 – m. 1905)
- febbraio  1906 – 1913            Bhupatsinhji II Hamirsinhji        (n. 1885 – m. 1913)
- 1913 – 17 novembre 1914         Mohabatsinhji Bhupatsinhji         (n. 1883 – m. 1914)
- 17 novembre  1914 – 1947         Hamirsinhji II Hindupatsinhji      (n. 1902/4 – m. 1986)
  - 17 novembre  1914 – 1924         .... - reggente